# Étienne Carasco
Étienne Carasco (* 1913 in Algerien; † unbekannt) war ein französischer Fußballspieler.

## Karriere
Carasco begann das Fußballspielen im französisch besetzten Algerien, wo er für den CAL Oran auflief. Von dort aus wechselte er 1937 zum französischen Erstligisten Olympique Marseille. Bei Marseille verbrachte er mehr als ein Jahr ohne Einsatz, bis er am 16. Oktober 1938 bei einem 0:0-Remis gegen den SC Fives in der höchsten nationalen Spielklasse debütierte; fortan kam der Mittelfeldspieler auf gelegentliche Einsätze, wobei er am Saisonende 1938/39 den Titelgewinn verpasste. Im selben Jahr begann der Zweite Weltkrieg und Carasco kehrte nach acht Erstligapartien zu seinem Ex-Verein CAL Oran zurück.